# Wartortle
Wartortle (Japans: カメール/Kameil) is een Pokémon van het type water geintroduceerd in de eerste generatie van de Pokémonspellen. Squirtle evolueert vanaf level 16 naar Wartortle waarna hij zelf vanaf level 36 weer naar Blastoise evolueert.
Wartortle is een donkerder blauw dan Squirtle, (in sommige verschijningen paars) en stelt een schildpad voor. Hij heeft een grote witte staart en oren. Opmerkelijk is dat deze eigenschappen bij de evolutie naar Blastoise weer verdwijnen. Wartortle's staart en zijn oren spelen een evenwichtsrol, en in zijn staart wordt ook lucht opgeslagen om hem langer onderwater te kunnen doen blijven. Wartortle leven vooral in groepen waar een Blastoise de leider van is.
Wartortle's voorevolutie Squirtle is net als Bulbasaur en Charmander een van de Kantonese First-Partner (ook wel "starter") Pokémon, de Pokémon die een speler kan kiezen aan het begin van het spel, in dit geval Pokémon Red, Green, Blue, FireRed en LeafGreen. Ook krijg je een keuze tussen deze Pokémon in Pokémon X en Y, maar niet aan het begin van het spel.